# Lobo (Itatinga)
Lobo é um distrito do município brasileiro de Itatinga, no interior do estado de São Paulo.

## História

### Origem
O povoado que deu origem ao distrito se desenvolveu ao redor da estação ferroviária que foi inaugurada pela Estrada de Ferro Sorocabana em 06/04/1896 para atender a cidade de Itatinga, mas que ficava a cerca de 12 quilômetros da sede do município.
Logo após a inauguração, a população da sede já começou a pedir uma estação local, que somente seria alcançada por um ramal no ano de 1914. No mesmo dia da abertura do ramal, a então estação de Itatinga foi renomeada como Lobo - em virtude de ali se localizar um pequeno remanso chamado de Água do Lobo, local onde estes animais saciavam a sede.

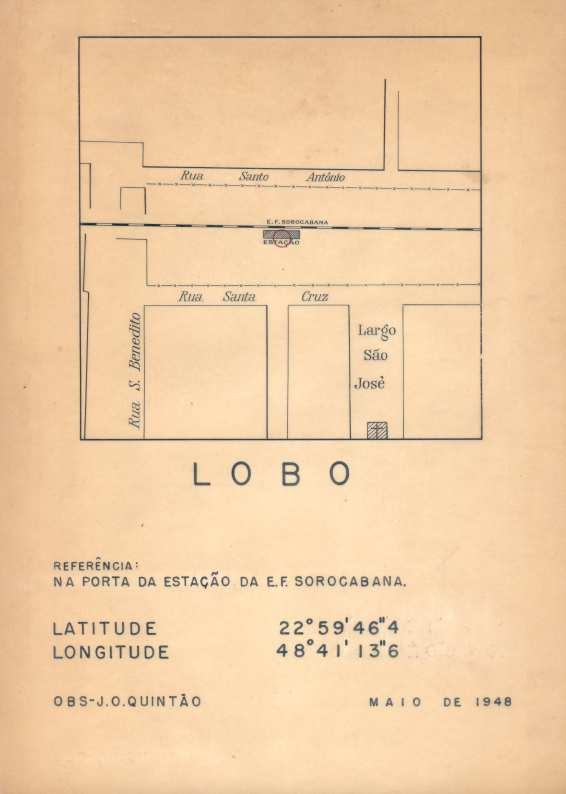
Croqui da área urbana original.

Lobo era um lugar que rivalizava com a própria sede do município, justamente pelo fato de ficar na linha principal da ferrovia. Mas em 1953 a estação foi desativada com a mudança do trajeto da ferrovia, e dessa forma começou a declinar sua importância.

### Formação administrativa
- Distrito policial de Lobo criado em 11/02/1920 no município de Itatinga[4].
- Distrito criado pela Lei nº 2.066 de 15/10/1925[5].

## Geografia

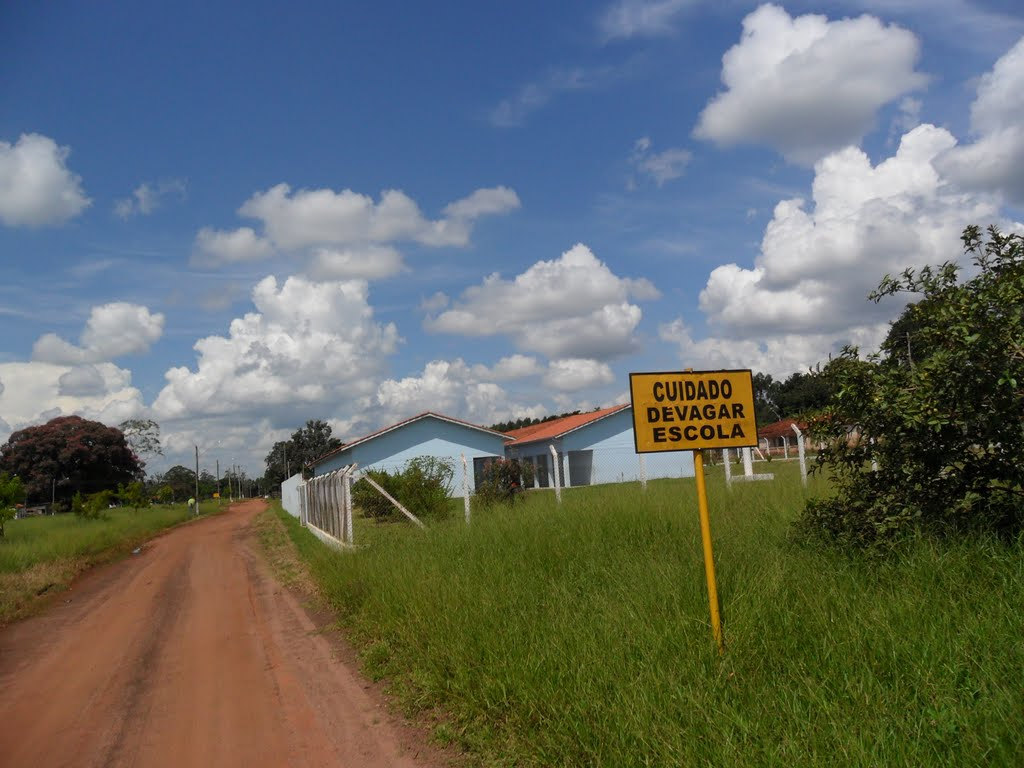
Entrada do distrito.

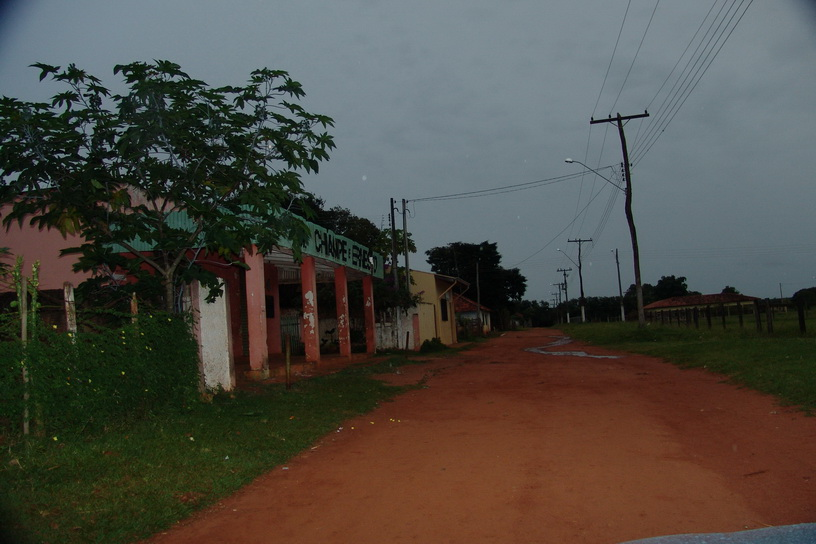
Aspecto local.

### Demografia

#### População urbana
| Crescimento população urbana | Crescimento população urbana | Crescimento população urbana | Crescimento população urbana |
| Censo                        | Pop.                         |                              | %±                           |
| ---------------------------- | ---------------------------- | ---------------------------- | ---------------------------- |
| 1934                         | 311                          |                              |                              |
| 1940                         | 231                          |                              | −25,7%                       |
| 1950                         | 215                          |                              | −6,9%                        |
| 1960                         | 79                           |                              | −63,3%                       |
| 1970                         | 119                          |                              | 50,6%                        |
| 1980                         | 113                          |                              | −5,0%                        |
| 1991                         | 213                          |                              | 88,5%                        |
| 2000                         | 183                          |                              | −14,1%                       |
| 2010                         | 254                          |                              | 38,8%                        |
| Fonte: IBGE e Fundação SEADE |                              |                              |                              |

#### População total
Pelo Censo 2010 (IBGE) a população total do distrito era de 480 habitantes.

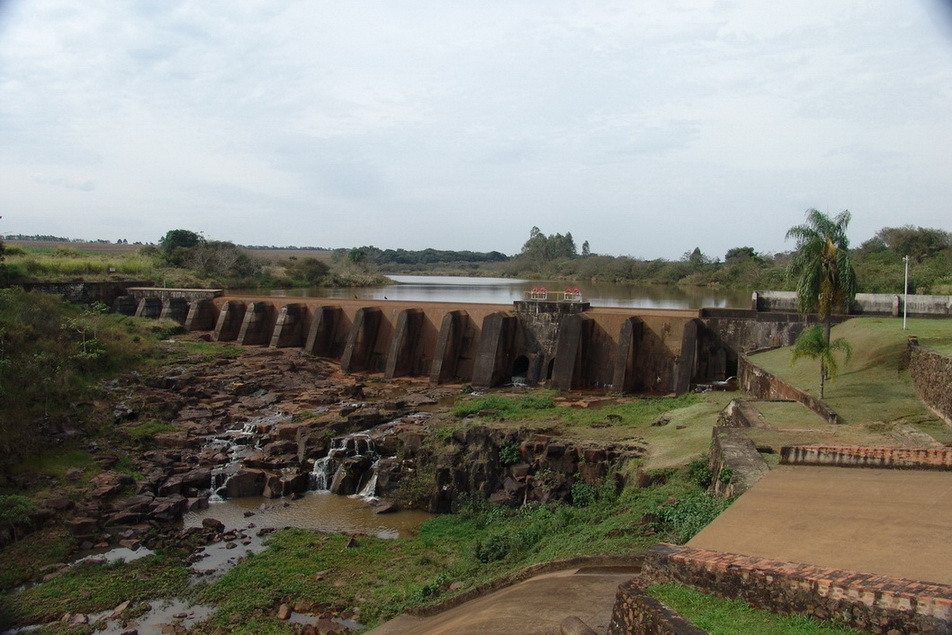
Usina Salto do Lobo no Rio Pardo.

### Área territorial
A área territorial do distrito é de 189,527 km².

### Rodovias
O distrito possui acesso direto a Rodovia Marechal Rondon (SP-300) através de estrada vicinal.

### Hidrografia
- Rio Pardo, onde está instalada a Usina Salto do Lobo, construída em 1927[9].

## Serviços públicos

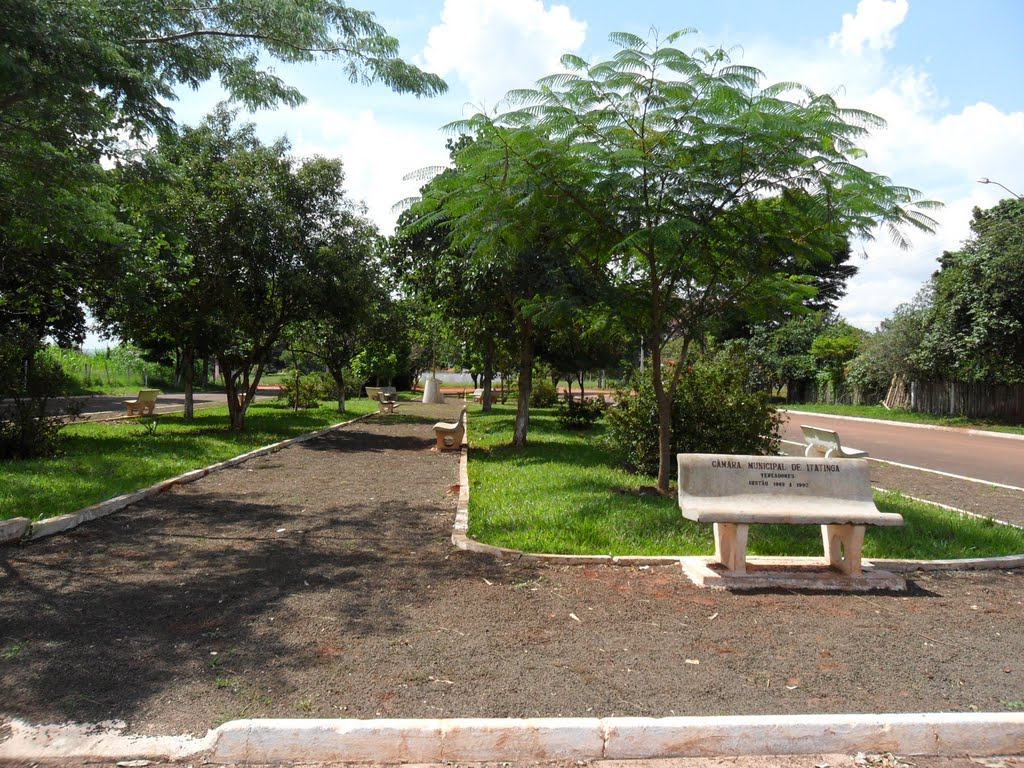
Praça.

### Registro civil
Atualmente é feito no próprio distrito, pois o Cartório de Registro Civil das Pessoas Naturais ainda continua ativo.

### Saneamento
O serviço de abastecimento de água é feito pela Companhia de Saneamento Básico do Estado de São Paulo (SABESP).

### Energia
A responsável pelo abastecimento de energia elétrica é a CPFL Paulista, distribuidora do Grupo CPFL Energia.

## Religião
O Cristianismo se faz presente no distrito da seguinte forma:

### Igreja Católica
- A igreja faz parte da Arquidiocese de Botucatu[17].

### Igrejas Evangélicas
- Congregação Cristã no Brasil[18].